# Gyrophaena affinis
Gyrophaena affinis är en skalbaggsart som beskrevs av C. Sahlberg 1834. Gyrophaena affinis ingår i släktet Gyrophaena och familjen kortvingar. Arten är reproducerande i Sverige. Inga underarter finns listade i Catalogue of Life.